# Grabmal Friedrich von Flotow
Das Grabmal Friedrich von Flotow ist ein Grabmal in Darmstadt.

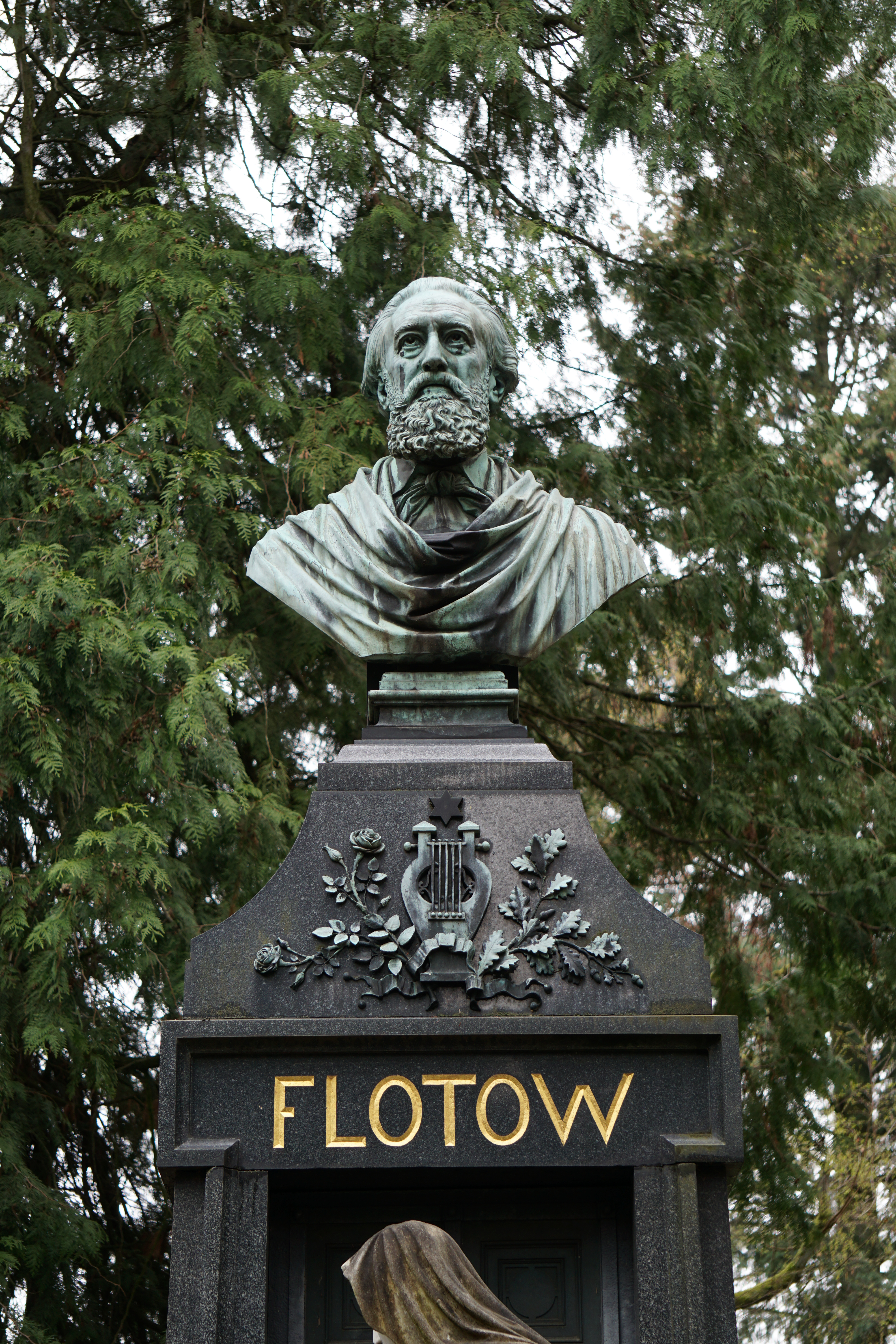
Grab von Friedrich von Flotow (2021)

## Geschichte und Beschreibung
Das Grabmal des Komponisten Friedrich von Flotow gehört zu den größten und schönsten Grabanlagen auf dem Alten Friedhof.
Das Werk des Bildhauers Benedict Königs aus dem Jahre 1884 symbolisiert die Tür vom Leben zum Tod.
Eine verschleierte Marmorgestalt schreitet ins Jenseits.
Zu der Grabanlage gehört eine Einfriedung aus Schmiedeeisen.
Auf allen vier Eckpfosten der Einfriedung sitzen Vögel; sie symbolisieren am Grabe Flotows die Sängerwelt. 
Grabstelle: Alter Friedhof III E 1/2/3/42/43/44